# Алина Боз
Алина Боз (Москва, 14. јун 1998) је турско-руска глумица и модел. Најпознатија је по улогама Еде у
серији Љубав 101 (тур. Aşk 101) и Махур Турел у серији Марашли (тур. Maraşlı).

## Детињство
Њено пуно име
је Алина Плутников Боз. На насловној страни часописа Хејгрл, појавила се (тур. Heygirl) са Мурат Бозом (енгл. Murat Boz), турским певачем, текстописцем и глумцем. Родитељи њеног оца, емигрирали су из Бугарске у Турску. Када је имала седам година Алина се преселила у Турску, због посла њеног оца. Мајка јој је руског порекла и економиста је, а отац турског и водич је. Она је једино дете у породици. У први разред је кренула у Истанбулу. Завршила је приватну ваздухопловну средњу школу Гојкет (тур. Göyket). Након тога и Универзитет Кадир Хас, (тур. Kadir Has Üniversitesi) одсек позориште. Говори турски, руски и енглески. 

## Каријера
Пре него што ће почети да се бави глумом Алина је била модел и снимила
неколико реклама. Била је заштитно лице компаније Пантен (енгл. Pantene) 2019. године.
Љубав према позоришту јој је усадио деда. Када су живели у Русији, увек ју је
водио на наступе. И преселивши се у Турску, Алина се изненада
заинтересовала за плес, али пошто је њена мајка знала да је привлачи и позориште, одмах ју је уписала у културни центар Бариш Манчо (тур. Barış Manço) . Своју прву улогу добила је 2013. године у серији Храбра медицинска сестра (тур. Cesur Hemşire) као Џанан (тур. Canan). Већ следеће, 2014. године добија једну од главних улога у серији Парампарчад (тур. Paramparça) као Хазал (тур. Hazal).
Главну улогу добија 2018. године у серији Не пуштај ми руку (тур. Elimi Bırakma) као Азра Гунеш (тур. Azra Guneş). У 2021. години остварила се у улози Махур Турел (тур. Mahur Türel) у серији Марашли (тур. Maraşlı), а у 2022. години добила је улогу у два филма Дан када је умро мој отац (тур. Babamın Öldüğü Gün) и Ракетни клуб Бандирма (тур. Bandırma Füze Külübü). Такође је потписала и уговор са брендом Дуру (тур. Duru) за рекламу. Пред њом су многи нови пројекти, а на једном од њих ће глумити са Чагатај Улусој. Алина не даје пуно изјава о свом приватном животу. Већ три године је у вези
са сином познате турске поп певачице  Сезен Аксу (тур. Sezen Aksu),Митхатом Џаном Озером (тур. Mithat Can Özer) .   

## Филмографија
| Год.       | Назив                | Улога                       |
| ---------- | -------------------- | --------------------------- |
| Филмови    |                      |                             |
| 2016.      | Kaçma Birader        | Melis Kahvaci               |
| 2017.      | Bölük                | Eylül                       |
| 2022.      | Babamın Öldüğü Gün   | Hale                        |
| 2022.      | Bandırma Füze Külübü | Leyla                       |
| Серије     |                      |                             |
| 2013.      | Cesur Hemşire        | Canan                       |
| 2014-2017. | Paramparça           | Hazal Gürpınar              |
| 2017.      | Vatanım Sensin       | Princess Anastasia Romanova |
| 2017.      | Sevdanin Bahçesi     | Defne                       |
| 2018-2019. | Elimi Bırakma        | Azra Güneş/Azra Çelen       |
| 2020-2021. | Aşk 101              | Eda                         |
| 2021.      | Maraşlı              | Mahur Türel                 |

## Награде
Добила је награду од бренда Pantene Златни лептир (енгл. Golden Butterfly Award), награду за звезду у успону (енгл. Pantene Shining Star AwardGQ) и награду за најбољу драмску уметницу (тур. Kayhan Media Art Award). 